# Sørvágsvatn

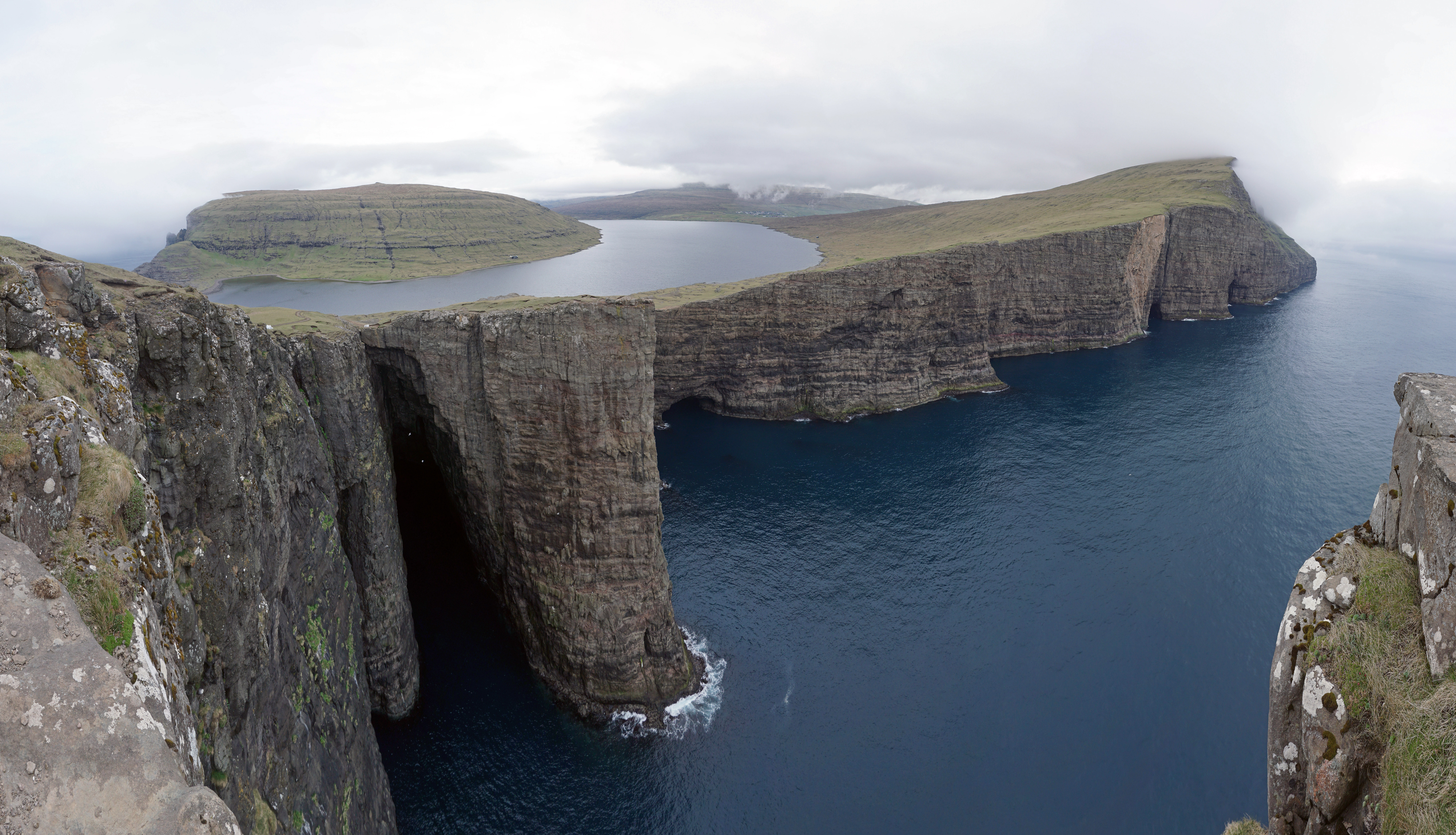
Fotografía del lago.

El Sørvágsvatn o Leitisvatn es el mayor lago de las Islas Feroe. Se encuentra en la isla de Vágar, en el occidente del archipiélago, siendo compartido por los municipios de Sørvágur y Vágar. Tiene 3,56 km² de área.
Su profundidad media es de 2,5 m, y su máxima de 59 m. Es un lago de forma alargada situado en el sur de Vágar, a una altitud de 32 m snm. En su límite norte, próximo al centro geográfico de la isla, se encuentra el pueblo de Vatnsoyrar, y en el sur el lago desagüa en la cascada Bøsdalafossur, que cae directamente al mar desde 30 m de altura. Entre los límites norte y sur hay una distancia aproximada de 6 km, mientras que de anchura no se superan los 800 m. En el noroeste se encuentra el aeropuerto de Vágar y la localidad de Sørvágur, y cerca de la orilla oriental se encuentra Miðvágur.
Entre los habitantes de Sørvágur, el lago suele ser llamado Sørvágsvatn, que significa "lago de Sørvágur", mientras que los vecinos de Miðvágur prefieren el término Leitisvatn, ya que la zona próxima a la orilla oriental es conocida como Leiti. Entre todos los isleños, sin embargo, se usa también el nombre Vatnið, que significa simplemente "el lago".
Las especies de peces presentes en el lago son la trucha común (Salmo trutta) y el espinoso (Gasterosteus aculeatus).
Hay actividades turísticas como paseo en botes a través del lago, senderismo, acampada y pesca.